# 호미로
호미로(homi-ro)는 대한민국의 경상북도 포항시 남구 구룡포읍에서 시작하여, 호미곶면과 동해면을 거쳐 연결하는 도로이다.

## 노선 경로
| 이름             | 접속 노선                | 소재지   | 비고 |
| ---------------- | ------------------------ | -------- | ---- |
| 병포1육교        | 국도 제31호선 (동해안로) | 구룡포읍 |      |
| 병포교차로       | 하정로                   | 구룡포읍 |      |
| 구룡포교(후동천) |                          | 구룡포읍 |      |
| 구룡2교차로      | 일출로                   | 구룡포읍 |      |
| 삼정교차로       | 일출로                   | 구룡포읍 |      |
| 석병교차로       | 일출로 도로 이름 없음    | 구룡포읍 |      |
| 강사3교차로      | 일출로                   | 호미곶면 |      |
| 대보1교차로      | 해맞이로                 | 호미곶면 |      |
| 중간교           |                          | 호미곶면 |      |
| 구민교차로       | 해맞이로                 | 호미곶면 |      |
| 흥환교           |                          | 동해면   |      |
| 약전육교         | 국도 제31호선 (동해안로) | 동해면   |      |